# Blackmarket
Blackmarket ist eine US-amerikanische Rockband aus Lake Havasu City, Arizona.
Die Bandmitglieder sind Daryl Lamont, Mikey Emerson, Langdon Chieffo und Jason Brindis, die bereits in der Junior High School aufeinandertrafen. Seitdem treten sie in gleicher Besetzung auf und schreiben Songs.
Im Juni 2008 veröffentlichte die Band eine selbst betitelte EP und spielte daraufhin auf dem Fuji Rock Festival 2008 in Japan neben Größen wie My Bloody Valentine, Spoon und Gossip. Danach gewann die Gruppe das Amplify Festival und den Bandwettbewerb in Las Vegas und arbeitete dann an ihrem Album „The Elephant in the Room“.
Ende 2008 war Blackmarket als Vorband von The Subways auf Tour in Frankreich und Deutschland und Anfang 2009 hatte sie eine eigene Tour als Headliner in Deutschland.
2010 spielte die Band gemeinsam mit Blue October bei der Pick Up the Phone Tour in Deutschland und Luxemburg.

## Diskografie
- Blackmarket (2008, No Office Records), EP
- The Elephant in the Room (2008, No Office Records), Album